# 方巷镇
方巷镇，是中华人民共和国江苏省扬州市邗江区下辖的一个乡镇级行政单位，也是邗江区地域最大的一个镇，江苏省政府批准的首批对外开放卫星镇。其名源自该地最初方姓所建方家祠堂，后称方家巷，简称方巷。其有红色旅游基地“北山党史馆”、“北山革命文化馆”和“张爱萍在方巷”史料陈列馆。

## 文化
2017年12月，方巷镇与扬州大学法学院共建扬州首家“乡贤工作室”，致力充分发挥“新乡贤”的示范引领作用。

### 教育
其共有两所小学，方巷镇中心小学和方巷镇三里小学。

### 非物质文化遗产
方巷镇是国家级非遗项目《扬剧》发源地之一，同时拥有8个省市区级非物质文化遗产项目。

#### 省级非物质文化遗产
《傩舞——跳娘娘》

#### 市级非物质文化遗产
《黄珏老鹅制作技艺》、《裔家牛肉制作技艺》、《沿湖渔民习俗》、《黄珏香火会》、《焦循传奇故事》、《黄珏板凳龙》

#### 区级非物质文化遗产
《竹编技艺》

### 电影取景
电影《妈妈老师》在方巷镇沿湖村取景，其取景地也被认定“全国最美渔村”之一。

### 荣誉
2011年，获“江苏省诗词之乡”称号。
2012年，被江苏省诗词协会、江苏省教育学会评为诗教工作先进单位。
2016年，被中华诗词学会授予“中华诗词之乡”称号。

## 历史
1958年建方巷公社，1983年改乡，1992年置镇。

## 行政区划
方巷镇下辖以下地区：
方巷社区、黄珏社区、方巷村、三里桥村、花城村、开杨村、先进村、钱冲村、曹庄村、陈花村、正大村、兴湾村、庙头村、裔家村、工农村、合玉村、利民村、联合村、珠玉村和沿湖村。